# Gaspare Serenari

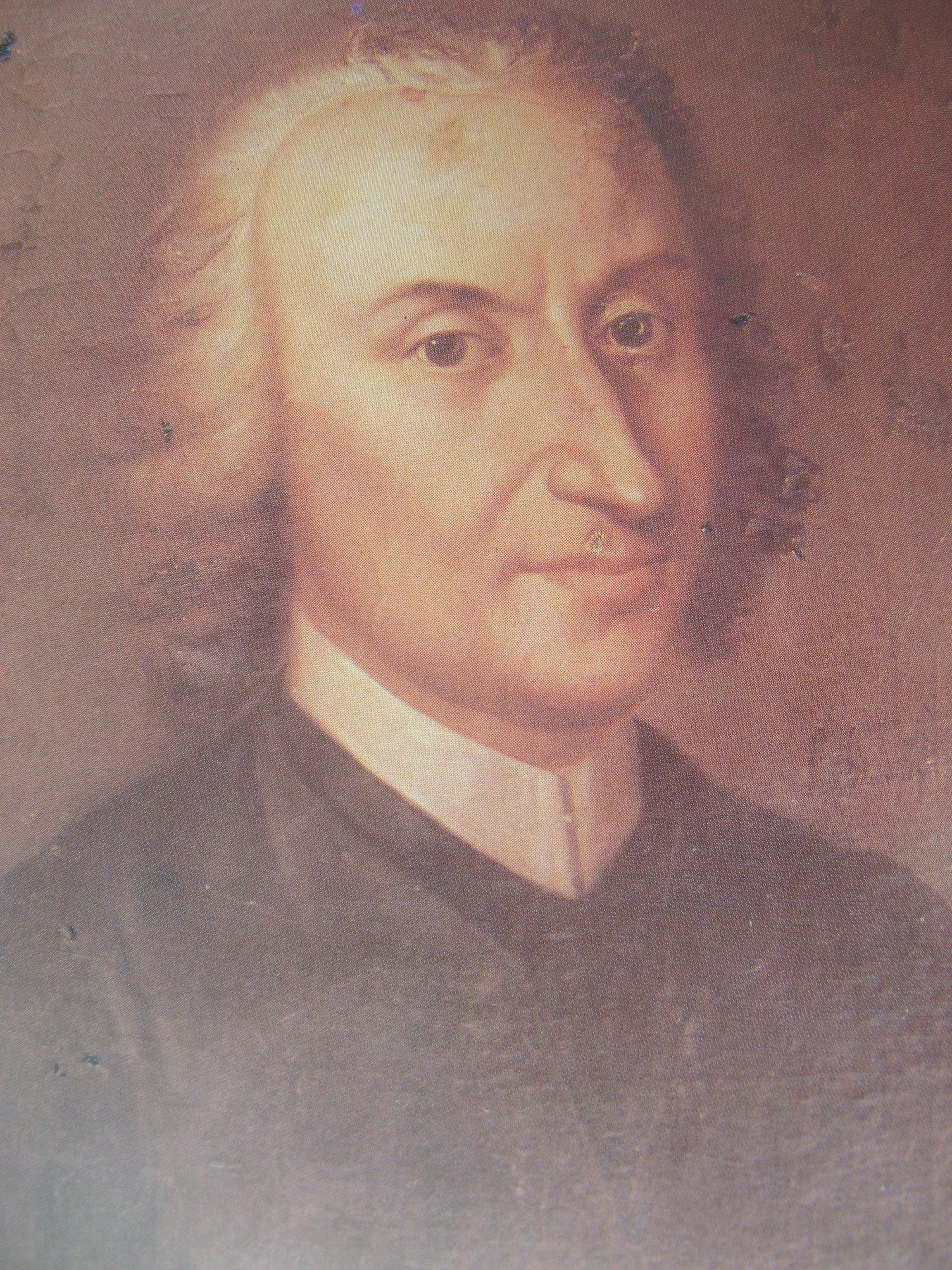
Gaspare Serenario, Biblioteca comunale di Palermo.

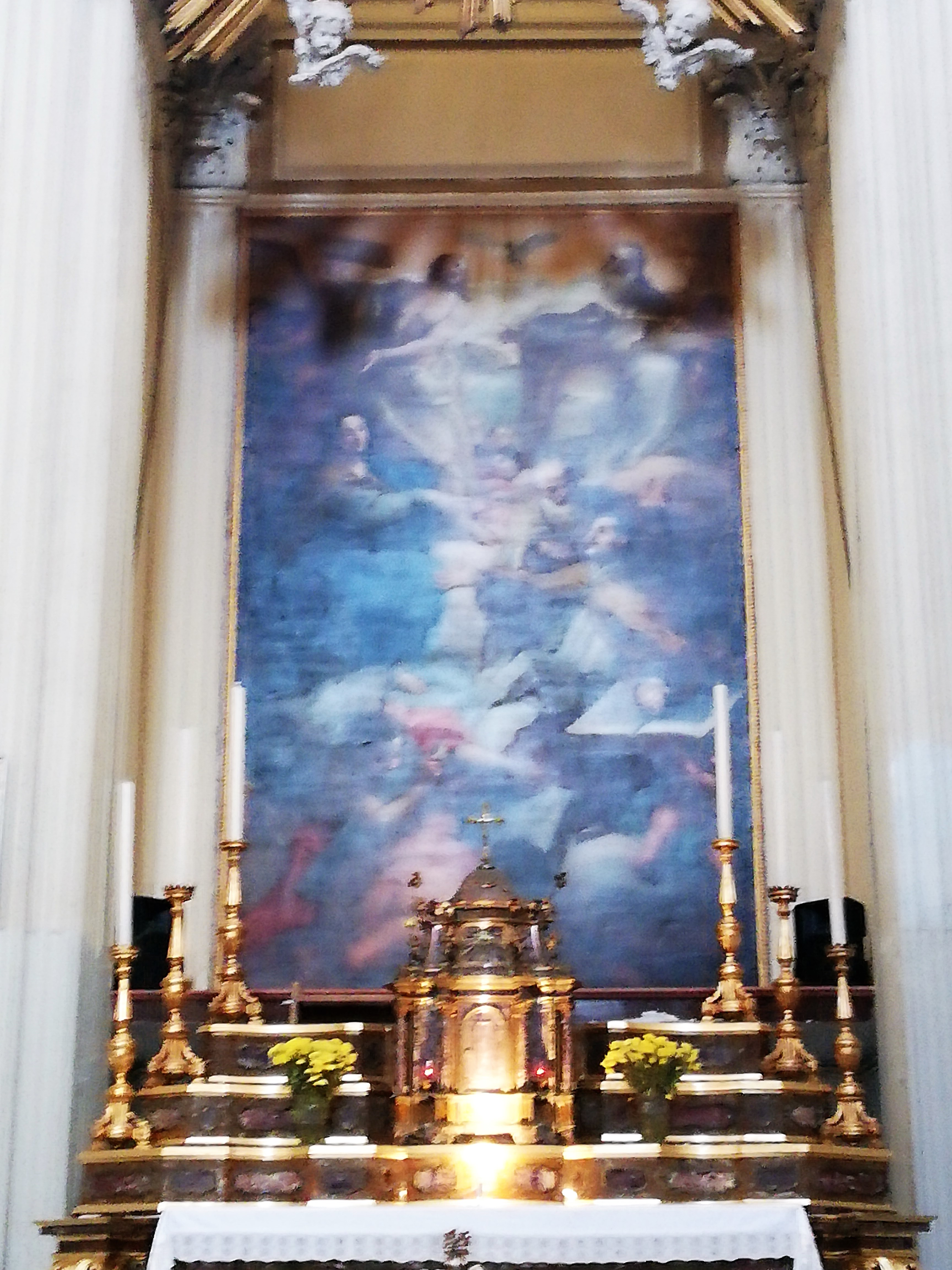
Maternità della Santa Vergine, altare maggiore, chiesa di Santa Teresa alla Kalsa.

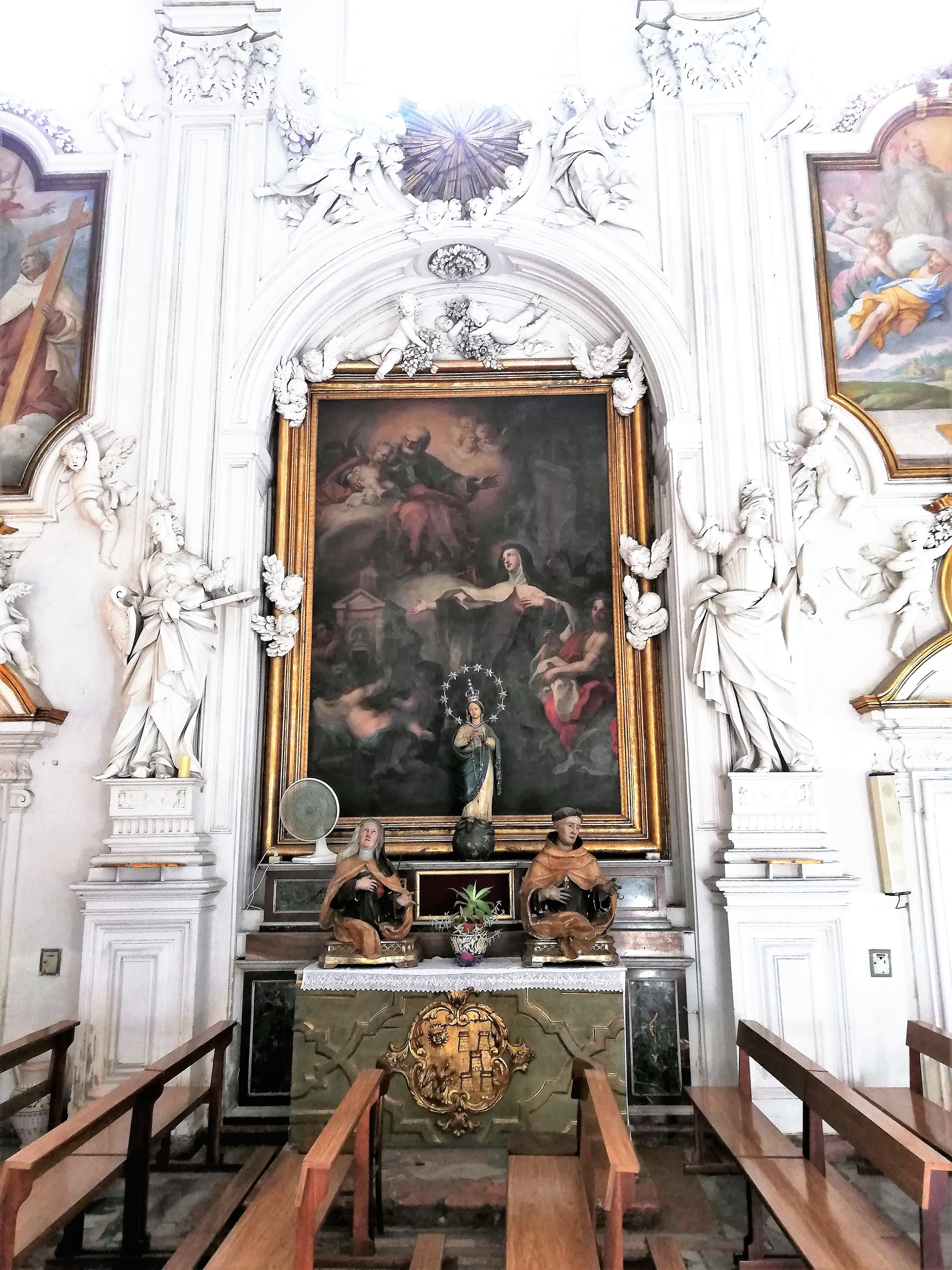
Altare di Santa Teresa d'Avila nella Cappella di Santa Teresa d'Avila, chiesa dell'Assunta.

Gaspare Serenari, o Serenario (Palermo, 1707 – Palermo, 1759), è stato un pittore italiano.

## Biografia
Allievo di Francesco Susinno e frequentatore del laboratorio di Guglielmo Borremans durante il soggiorno palermitano di quest'ultimo. Allievo di Sebastiano Conca a Roma tra il 1731 ed il 1745 presso l'Accademia del Nudo frequentata da studenti provenienti da tutta Europa.
Cominciò l'attività indipendente a Roma, divenendo il 1º marzo 1739 membro dell'Accademia dei Virtuosi al Pantheon. In seguito lavorò in diverse chiese romane realizzando affreschi e quadroni. Su segnalazione dell'arcivescovo di Cosenza, Michele Maria Capece Galeota, fu nominato Cavaliere Lateranense e Conte Palatino da Papa Benedetto XIV. A Roma si annoverano le opere San Camillo nella chiesa di Santa Maria in Trivio, San Camillo de Lellis e San Filippo Neri nella chiesa di Santa Maria Maddalena de' Pazzi, Santa Teresa e San Giovanni nella basilica di Santa Teresa d'Avila su commissione dell'abate Giuseppe Peroni di Parma.
Nel 1750 è nuovamente a Palermo spesso coinvolto in commissioni svolte con la collaborazione di Vito d'Anna. Dopo un ritratto del viceré di Sicilia Eustachio Laviefuille, gli è conferita la carica di "direttore del mosaico della Cappella Palatina". È autore di affreschi a tema religioso per luoghi di culto e dipinti decorativi in vari palazzi nobiliari di Palermo tra cui spicca l'apparato decorativo della cupola della chiesa del Gesù distrutto durante i bombardamenti del secondo conflitto mondiale.
Uomo altamente onorato morì nel 1759 e fu sepolto nella chiesa della Gancia di Palermo.

## Opere

### Agrigento e provincia
- XVIII secolo, Ciclo, dipinti su tela, opere custodite nella chiesa di Maria Santissima del Rosario di Palma di Montechiaro.
- XVIII secolo, Immacolata Concezione, dipinto su tela, opera custodita nella chiesa del Rosario del monastero dell'Ordine benedettino di Palma di Montechiaro.

### Catania e provincia
- XVIII secolo, Trionfo della virtù, progetto per l'affresco sul soffitto di un palazzo sconosciuto, opera custodita nel Museo civico presso il Castello Ursino di Catania.

### Palermo e provincia

#### Palermo
- 1738, Santissima Trinità, dipinto, opera documentata sull'altare del cappellone della chiesa dell'Immacolata Concezione ai Cartari dei Mercedari riformati scalzi nella contrada Lattarini.[1]
- 1748, Crocifissione raffigurante Gesù Crocifisso con Maria, San Giovanni Evangelista e la Maria Maddalena, dipinto, opera custodita nella chiesa di Santa Chiara.
- 1756, Gloria di Sant'Orsola, La Fede e La Carità e l'Assunzione della Vergine, affreschi presenti rispettivamente nelle volte della navata e del presbiterio della chiesa di Sant'Orsola.
- 1757, Cristo e l'adultera e Cristo e il centurione, dipinti su tela, opere presenti nel presbiterio della chiesa di Sant'Antonio Abate.[2]
- 1758, Sant'Oliva che battezza gli infedeli, pala d'altare, opera custodita nella Cappella di Sant'Oliva della chiesa di San Francesco di Paola.[3]
- 1758c., Martirio di Sant'Oliva e Reclusione di Sant'Oliva, quadroni, opere custodite nella Cappella di Sant'Oliva della chiesa di San Francesco di Paola.
- 1758c., Santa Oliva in gloria, affresco, opera presente nella Cappella di Sant'Oliva della chiesa di San Francesco di Paola.
- 1760, Santa Teresa indica il monastero a San Giuseppe, dipinto su tela, opera custodita nella Cappella di Santa Teresa d'Avila della chiesa dell'Assunta.
- XVIII secolo, Ciclo, affreschi, opere presenti nella cupola della chiesa del Gesù.[4]
- XVIII secolo, San Girolamo e Sant'Agostino, dipinti su tela, opere documentate nella chiesa di San Giacomo la Marina.[5]
- XVIII secolo, San Camillo che ascende al Cielo, dipinto su tela, opera custodita nella chiesa di Santa Ninfa dei Crociferi.
- XVIII secolo, Ciclo, affreschi, opere documentate sulla volta, le cappelle e l'aula della chiesa di Santa Maria del Cancelliere.
- XVIII secolo, Ciclo raffigurante Mosè, Melchisedec, lo Spirito Santo, Elia e Re Davide ed il Trionfo della Fede, affreschi, opere presenti nell'abside della chiesa di Santa Maria della Pietà.[6]
- XVIII secolo, Maternità della Santa Vergine, dipinto su tela, opera custodita nella chiesa di Santa Teresa alla Kalsa.[6]
- XVIII secolo, La donazione del monastero da parte del Gran Cancelliere a San Benedetto, dipinto su tela, opera documentata nella chiesa di Santa Maria del Cancelliere.
- XVIII secolo, San Benedetto che impone la cocolla a San Placido, dipinto proveniente dalla distrutta chiesa di Santa Rosalia,[7] documentato nella chiesa di San Giovanni dell'Origlione e oggi custodito nella Sala Beccadelli del piano nobile del Museo diocesano.[8]
- XVIII secolo, Ciclo raffigurante la Storia della vera Croce, il Sogno della Santa Imperatrice, il Viaggio a Gerusalemme, la Distruzione degli Idoli, gli Scavi alla ricerca della Croce, l'Incontro con il Saladino, la Visione della Croce, il Ritrovamento della Croce, la Battaglia di Ponte Milvio, il Battesimo di Costantino e il Sogno di Costantino, con San Pietro Apostolo, San Paolo Apostolo e l'indicazione dei committenti nel cartiglio datato 1690, raffigurante la visione e la voce che attribuisce all'imperatore il motto «in hoc signo vinces». Affreschi realizzati con la collaborazione di Filippo Tancredi e Guglielmo Borremans maestro di Gaspare, opere presenti nell'Oratorio di Sant'Elena e Costantino della chiesa omonima.[9]
- XVIII secolo, Vergine in trono, studio e bozzetto preparatorio del mosaico, opera presente nell'abside della Cappella Palatina.[10]
- XVIII secolo, Ciclo, affreschi, opere presenti nei saloni del Palazzo Conte Federico.
- XVIII secolo, Ciclo, affreschi, opere presenti nelle volte del soffitto della Galleria del Palazzo Mazzarino.
- XVIII secolo, Ciclo, affreschi, opere presenti nelle volte del soffitto della Sala degli Specchi del Palazzo Valguarnera-Gangi.

Galleria Regionale della Sicilia di «Palazzo Abatellis»:
- XVIII secolo, Giacomo Serpotta, ritratto, olio su tela.
- XVIII secolo, Ritratto virile, olio su tela.

Palazzo Alliata dei Principi di Villafranca:
- XVIII secolo, San Dazio presentato alla Vergine, affresco volte Salottino Barocco.
- 1756, Principessa ammira il Tempio della Gloria, affresco documentato nelle volte del Salone del Principe Fabrizio Alliata Colonna.
- 1756, Fama segna le Glorie del Principe, affresco documentato nelle volte della Sala dello Stemma.

### Roma
- XVIII secolo, San Camillo de Lellis e San Filippo Neri, dipinti, opere presenti nella Cappella di San Camillo de Lellis della chiesa di Santa Maria Maddalena de' Pazzi di Roma.
- XVIII secolo, San Camillo, dipinto, opera custodita nella chiesa di Santa Maria in Trivio di Roma.
- XVIII secolo, Santa Teresa e San Giovanni, dipinto, opera custodita nella basilica di Santa Teresa d'Avila di Roma.